# Supercopa Libertadores de 1997
A Supercopa Libertadores de 1997 foi a décima e última edição deste torneio de futebol que reunia os clubes campeões da Copa Libertadores da América. O campeão foi o River Plate, da Argentina, que na final venceu o São Paulo. O clube argentino, comandado por Ramón Díaz, tinha nomes como Enzo Francescoli, Marcelo Gallardo e Juan Pablo Sorín. Já no time brasileiro, os principais destaques eram Rogério Ceni, Serginho, Marcelinho Paraíba, França e Dodô.

## Participantes
Esta edição não contou com a participação do Argentinos Juniors, pelo fato de ter terminado em último no triangular da primeira fase da Supercopa anterior, além de, no momento do sorteio da competição, o clube estar disputando a segunda divisão da Argentina. Nesta edição da competição, a CONMEBOL acrescentou o Vasco da Gama por ter sido campeão do Campeonato Sul-Americano de Campeões de 1948.

## Regulamento
O campeonato apresentou um triangular como uma fase preliminar, envolvendo as equipes do Vasco da Gama, Nacional e Peñarol. As duas primeiras se classificaram para a primeira fase. Os dezesseis clubes restantes foram divididos em quatro grupos com quatro equipes cada, na primeira vez em que a competição contou com grupos.
Apenas o primeiro colocado de cada grupo classificou-se para as semifinais, enquanto o último colocado em cada um deles deixaria de participar das edições seguintes, a partir de 1998. Entretanto, como a edição de 1997 acabou por ser a última, essa penalidade nunca foi efetivamente colocada em prática. Os clubes afetados teriam sido Boca Juniors (grupo 1), Vélez Sársfield (grupo 2), Racing (grupo 3) e Grêmio (grupo 4).
Os critérios de desempate na fase de grupos foram, pela ordem: pontos ganhos, saldo de gols, gols pró e confronto direto. Se os dois times empatados estivessem disputando a última partida da fase, haveria uma disputa de pênaltis entre eles.
| Argentina         |                |                                                                      |
| Clube             | Cidade         | Classificação                                                        |
| ----------------- | -------------- | -------------------------------------------------------------------- |
| Boca Juniors      | Buenos Aires   | Campeão da Libertadores de 1977 e 1978                               |
| Estudiantes       | La Plata       | Campeão da Libertadores de 1968, 1969 e 1970                         |
| Independiente     | Avellaneda     | Campeão da Libertadores de 1964, 1965, 1972, 1973, 1974, 1975 e 1984 |
| Racing            | Avellaneda     | Campeão da Libertadores de 1967                                      |
| River Plate       | Buenos Aires   | Campeão da Libertadores de 1986 e 1996                               |
| Vélez Sársfield   | Buenos Aires   | Campeão da Libertadores de 1994                                      |
| Brasil            |                |                                                                      |
| Clube             | Cidade         | Classificação                                                        |
| Cruzeiro          | Belo Horizonte | Campeão da Libertadores de 1976 e 1997                               |
| Flamengo          | Rio de Janeiro | Campeão da Libertadores de 1981                                      |
| Grêmio            | Porto Alegre   | Campeão da Libertadores de 1983 e 1995                               |
| Santos            | Santos         | Campeão da Libertadores de 1962 e 1963                               |
| São Paulo         | São Paulo      | Campeão da Libertadores de 1992 e 1993                               |
| Vasco da Gama     | Rio de Janeiro | Campeão da Campeonato Sul-Americano de Campeões de 1948              |
| Chile             |                |                                                                      |
| Clube             | Cidade         | Classificação                                                        |
| Colo-Colo         | Santiago       | Campeão da Libertadores de 1991                                      |
| Colômbia          |                |                                                                      |
| Clube             | Cidade         | Classificação                                                        |
| Atlético Nacional | Medellín       | Campeão da Libertadores de 1989                                      |
| Paraguai          |                |                                                                      |
| Clube             | Cidade         | Classificação                                                        |
| Olimpia           | Assunção       | Campeão da Libertadores de 1979 e 1990                               |
| Uruguai           |                |                                                                      |
| Clube             | Cidade         | Classificação                                                        |
| Nacional          | Montevidéu     | Campeão da Libertadores de 1971, 1980 e 1988                         |
| Peñarol           | Montevidéu     | Campeão da Libertadores de 1960, 1961, 1966, 1982 e 1987             |

## Tabela

### Fase preliminar
| 15 de junho de 1997 | Peñarol                      | 2 – 2     | Nacional              | Centenário, Montevidéu (Uruguai) |
|                     | De Lima · José De los Santos | Relatório | Fernández · Rodríguez |                                  |

| 20 de junho de 1997 | Vasco da Gama                                                   | 3 – 1 | Peñarol      | São Januário, Rio de Janeiro (RJ)     |
|                     | Juninho Pernambucano 17' · Aguirregaray 29' (GC) · Pimentel 52' |       | De Souza 11' | Público: 1 681 Árbitro: Félix Benegas |

| 24 de junho de 1997 | Vasco da Gama | 1 – 0 | Nacional | São Januário, Rio de Janeiro (RJ)      |
|                     | Ramón 89'     |       |          | Público: 2 109 Árbitro: Roberto Ruscio |

| 6 de julho de 1997 | Nacional  | 1 – 2 | Peñarol                              | Centenário, Montevidéu (Uruguai) |
|                    | Rodríguez |       | Aguirregaray · Gonzalo De los Santos |                                  |

| 11 de julho de 1997 | Peñarol      | 1 – 1 | Vasco da Gama | Centenário, Montevidéu (Uruguai)        |
|                     | De Souza 44' |       | Acássio 59'   | Público: 6 000 Árbitro: Roberto Troxler |

| 11 de julho de 1997 | Nacional             | 2 – 0 | Vasco da Gama | Centenário, Montevidéu (Uruguai)    |
|                     | González 23' 88' (P) |       |               | Público: 350 Árbitro: Carlos Robles |

| Classificação - Fase Preliminar                                                                                             | Classificação - Fase Preliminar | Classificação - Fase Preliminar | Classificação - Fase Preliminar | Classificação - Fase Preliminar | Classificação - Fase Preliminar | Classificação - Fase Preliminar | Classificação - Fase Preliminar | Classificação - Fase Preliminar | Classificação - Fase Preliminar |
| Time | Time                            | PG                              | J                               | V                               | E                               | D                               | GP                              | GC                              | SG                              |
| --- | ------------------------------- | ------------------------------- | ------------------------------- | ------------------------------- | ------------------------------- | ------------------------------- | ------------------------------- | ------------------------------- | ------------------------------- |
| 1 | Vasco da Gama                   | 7                               | 4                               | 2                               | 1                               | 1                               | 5                               | 4                               | 1                               |
| 2 | Peñarol                         | 5                               | 4                               | 1                               | 2                               | 1                               | 6                               | 7                               | - 1                             |
| 3 | Nacional                        | 4                               | 4                               | 1                               | 1                               | 2                               | 5                               | 5                               | 0                               |
| PG - pontos ganhos; J - jogos; V - vitórias; E - empates; D - derrotas; GP - gols pró; GC - gols contra; SG - saldo de gols |                                 |                                 |                                 |                                 |                                 |                                 |                                 |                                 |                                 |

### Primeira fase
Grupo 1
| 27 de agosto de 1997 | Colo-Colo                                     | 4 – 2     | Cruzeiro                    | David Arellano, Santiago (Chile)       |
|                      | Zambrano 34' · Sierra 47' · Basay 80' 90' (P) | Relatório | Marcelo Ramos 7' · Tico 18' | Público: 6 823 Árbitro: Alberto Tejada |

| 27 de agosto de 1997 | Boca Juniors   | 1 – 1     | Independiente | La Bombonera, Buenos Aires (Argentina) |
|                      | Solano 72' (P) | Relatório | Álvez 89'     | Árbitro: Horacio Elizondo              |

| 3 de setembro de 1997 | Colo-Colo              | 2 – 0     | Independiente | David Arellano, Santiago (Chile) |
|                       | Basay 55' · Espina 75' | Relatório |               | Árbitro: Fernando Paneso         |

| 3 de setembro de 1997 | Boca Juniors | 1 – 0     | Cruzeiro | La Bombonera, Buenos Aires (Argentina) |
|                       | Bermúdez 28' | Relatório |          | Público: 13 200 Árbitro: Ubaldo Aquino |

| 24 de setembro de 1997 | Colo-Colo              | 2 – 1     | Boca Juniors  | David Arellano, Santiago (Chile) |
|                        | Espina 38' · Basay 74' | Relatório | Hernández 39' | Árbitro: Daniel Bello            |

| 25 de setembro de 1997 | Cruzeiro                                | 2 – 1     | Independiente | Mineirão, Belo Horizonte (MG)             |
|                        | Marcelo Ramos 21' · Donizete Amorim 23' | Relatório | Guerrero 72'  | Público: 2 479 Árbitro: José Luis da Rosa |

| 15 de outubro de 1997 | Cruzeiro                               | 2 – 0     | Colo-Colo | Mineirão, Belo Horizonte (MG)        |
|                       | Donizete Amorim 8' · Marcelo Ramos 63' | Relatório |           | Público: 4 479 Árbitro: Jorge Nieves |

| 16 de outubro de 1997 | Independiente         | 2 – 1     | Boca Juniors | La Doble Visera, Avellaneda (Argentina) |
|                       | Turdó 80' · Gómez 85' | Relatório | Latorre 15'  | Árbitro: Horacio Elizondo               |

| 23 de outubro de 1997 | Independiente             | 2 – 2     | Colo-Colo             | La Doble Visera, Avellaneda (Argentina) |
|                       | Fernández 16' · Turdó 40' | Relatório | Basay 53' · Neira 84' | Árbitro: Robert Troxler                 |

| 23 de outubro de 1997 | Cruzeiro                              | 2 – 1     | Boca Juniors  | Mineirão, Belo Horizonte (MG)             |
|                       | Gélson Baresi 39' · Marcelo Ramos 74' | Relatório | La Paglia 87' | Público: 3 962 Árbitro: Epifanio González |

| 29 de outubro de 1997 | Boca Juniors                   | 2 – 2     | Colo-Colo     | La Bombonera, Buenos Aires (Argentina) |
|                       | Palermo 75' · Arruabarrena 85' | Relatório | Basay 17' 23' | Árbitro: José Luis da Rosa             |

| 29 de outubro de 1997 | Independiente | 3 – 1     | Cruzeiro | La Doble Visera, Avellaneda (Argentina) |
|                       | Reggi · Rojas | Relatório | Geovanni | Público: 1 500 Árbitro: René Ortubé     |

| Classificação - Primeira Fase (Grupo 1)                                                                                     | Classificação - Primeira Fase (Grupo 1) | Classificação - Primeira Fase (Grupo 1) | Classificação - Primeira Fase (Grupo 1) | Classificação - Primeira Fase (Grupo 1) | Classificação - Primeira Fase (Grupo 1) | Classificação - Primeira Fase (Grupo 1) | Classificação - Primeira Fase (Grupo 1) | Classificação - Primeira Fase (Grupo 1) | Classificação - Primeira Fase (Grupo 1) |
| Time | Time                                    | PG                                      | J                                       | V                                       | E                                       | D                                       | GP                                      | GC                                      | SG                                      |
| --- | --------------------------------------- | --------------------------------------- | --------------------------------------- | --------------------------------------- | --------------------------------------- | --------------------------------------- | --------------------------------------- | --------------------------------------- | --------------------------------------- |
| 1 | Colo-Colo                               | 11                                      | 6                                       | 3                                       | 2                                       | 1                                       | 12                                      | 9                                       | 3                                       |
| 2 | Cruzeiro                                | 9                                       | 6                                       | 3                                       | 0                                       | 3                                       | 9                                       | 10                                      | - 1                                     |
| 3 | Independiente                           | 8                                       | 6                                       | 2                                       | 2                                       | 2                                       | 9                                       | 9                                       | 0                                       |
| 4 | Boca Juniors                            | 5                                       | 6                                       | 1                                       | 2                                       | 3                                       | 7                                       | 9                                       | - 2                                     |
| PG - pontos ganhos; J - jogos; V - vitórias; E - empates; D - derrotas; GP - gols pró; GC - gols contra; SG - saldo de gols |                                         |                                         |                                         |                                         |                                         |                                         |                                         |                                         |                                         |

Grupo 2
| 26 de agosto de 1997 | Flamengo                                         | 3 – 2     | São Paulo                 | Maracanã, Rio de Janeiro (RJ)                      |
|                      | Fábio Baiano 51' · Renato Gaúcho 65' · Sávio 70' | Relatório | Denílson 53' · França 84' | Público: 3 805 Árbitro: Sidrack Marinho dos Santos |

| 27 de agosto de 1997 | Olimpia    | 1 – 0     | Vélez Sársfield | Defensores del Chaco, Assunção (Paraguai)                                                |
|                      | Torres 44' | Relatório |                 | Árbitro: Antônio Pereira da Silva Auxiliares: Oscar Roberto Godói e Valter José dos Reis |

| 2 de setembro de 1997 | Olimpia | 0 – 1     | Flamengo  | Defensores del Chaco, Assunção (Paraguai)   |
|                       |         | Relatório | Lúcio 79' | Público: 5 000 Árbitro: Eduardo Dluznievski |

| 3 de setembro de 1997 | São Paulo                                                                 | 5 – 1     | Vélez Sársfield | Morumbi, São Paulo (SP)                |
|                       | Marcelinho Paraíba 24' · Compagnucci 29' (GC) · Dodô 37' 77' · França 84' | Relatório | Batalla 86'     | Público: 2 271 Árbitro: Eduardo Gamboa |

| 23 de setembro de 1997 | Olimpia | 0 – 0     | São Paulo | Defensores del Chaco, Assunção (Paraguai) |
|                        |         | Relatório |           | Público: 8 000 Árbitro: Óscar Ruiz        |

| 23 de setembro de 1997 | Flamengo | 0 – 1     | Vélez Sársfield   | Orlando Scarpelli, Florianópolis (SC)      |
|                        |          | Relatório | Chilavert 89' (P) | Público: 12 190 Árbitro: Epifanio González |

| 14 de outubro de 1997 | Vélez Sársfield | 1 – 1     | Olimpia    | José Amalfitani, Buenos Aires (Argentina) |
|                       | Posse 41'       | Relatório | Monzón 16' | Árbitro: Eduardo Gamboa                   |

| 14 de outubro de 1997 | São Paulo       | 1 – 0     | Flamengo | Morumbi, São Paulo (SP)                          |
|                       | Aristizábal 84' | Relatório |          | Público: 3 488 Árbitro: Antônio Pereira da Silva |

| 21 de outubro de 1997 | Flamengo                         | 3 – 3     | Olimpia                      | Vivaldo Lima, Manaus (AM)                |
|                       | Gilberto 11' · Juan 42' · Lê 54' | Relatório | Monzón 35' 84' · Esteche 90' | Público: 30 000 Árbitro: Fernando Paneso |

| 23 de outubro de 1997 | Vélez Sársfield                         | 3 – 3     | São Paulo                                       | José Amalfitani, Buenos Aires (Argentina) |
|                       | Posse 137' · Chilavert 58' · Husaín 71' | Relatório | Aristizábal 4' · Pellegrino 16' (GC) · Dodô 43' | Público: 3 700 Árbitro: Jorge Nieves      |

| 28 de outubro de 1997 | Vélez Sársfield | 0 – 3     | Flamengo              | José Amalfitani, Buenos Aires (Argentina) |
|                       |                 | Relatório | Sávio 41' 81' 89' (P) | Público: 1 645 Árbitro: Gustavo Méndez    |

| 29 de outubro de 1997 | São Paulo                                                             | 4 – 1     | Olimpia      | Morumbi, São Paulo (SP)                |
|                       | Caballero 13' (GC) · Zelaya 35' (GC) · Edmílson 36' · Aristizábal 41' | Relatório | González 59' | Público: 8 547 Árbitro: Alberto Tejada |

| Classificação - Primeira Fase (Grupo 2)                                                                                     | Classificação - Primeira Fase (Grupo 2) | Classificação - Primeira Fase (Grupo 2) | Classificação - Primeira Fase (Grupo 2) | Classificação - Primeira Fase (Grupo 2) | Classificação - Primeira Fase (Grupo 2) | Classificação - Primeira Fase (Grupo 2) | Classificação - Primeira Fase (Grupo 2) | Classificação - Primeira Fase (Grupo 2) | Classificação - Primeira Fase (Grupo 2) |
| Time | Time                                    | PG                                      | J                                       | V                                       | E                                       | D                                       | GP                                      | GC                                      | SG                                      |
| --- | --------------------------------------- | --------------------------------------- | --------------------------------------- | --------------------------------------- | --------------------------------------- | --------------------------------------- | --------------------------------------- | --------------------------------------- | --------------------------------------- |
| 1 | São Paulo                               | 11                                      | 6                                       | 3                                       | 2                                       | 1                                       | 15                                      | 8                                       | 7                                       |
| 2 | Flamengo                                | 10                                      | 6                                       | 3                                       | 1                                       | 2                                       | 10                                      | 7                                       | 3                                       |
| 3 | Olimpia                                 | 6                                       | 6                                       | 1                                       | 3                                       | 2                                       | 6                                       | 9                                       | - 3                                     |
| 4 | Vélez Sársfield                         | 5                                       | 6                                       | 1                                       | 2                                       | 3                                       | 6                                       | 13                                      | - 7                                     |
| PG - pontos ganhos; J - jogos; V - vitórias; E - empates; D - derrotas; GP - gols pró; GC - gols contra; SG - saldo de gols |                                         |                                         |                                         |                                         |                                         |                                         |                                         |                                         |                                         |

Grupo 3
| 28 de agosto de 1997 | River Plate                               | 3 – 2     | Racing                        | Monumental de Nuñez, Buenos Aires (Argentina) |
|                      | Berti 11' · Medina Bello 67' · Solari 74' | Relatório | Facciuto 54' · Vilallonga 62' | Árbitro: Roberto Ruscio                       |

| 28 de agosto de 1997 | Vasco da Gama             | 2 – 1     | Santos             | São Januário, Rio de Janeiro (RJ)                               |
|                      | Evair 33' · Jean 74' (GC) | Relatório | Marcelo Passos 89' | Público: 1 660 Árbitro: Francisco Dacildo Mourão de Albuquerque |

| 2 de setembro de 1997 | Vasco da Gama | 1 – 1     | Racing         | São Januário, Rio de Janeiro (RJ)  |
|                       | Edmundo 46'   | Relatório | Vilallonga 34' | Público: 1 237 Árbitro: José Arana |

| 4 de setembro de 1997 | River Plate                              | 3 – 2     | Santos                | Monumental de Nuñez, Buenos Aires (Argentina) |
|                       | Escudero 44' · Rambert 67' · Berizzo 75' | Relatório | Caio 12' · Müller 22' | Público: 20 280 Árbitro: Epifanio González    |

| 24 de setembro de 1997 | River Plate                                                           | 5 – 1     | Vasco da Gama | Monumental de Nuñez, Buenos Aires (Argentina) |
|                        | Salas 16' · Rambert 26' · Monserrat 40' · Díaz 65' · Medina Bello 68' | Relatório | Edmundo 46'   | Público: 35 000 Árbitro: Rafael Sanabria      |

| 25 de setembro de 1997 | Racing                       | 2 – 2     | Santos                   | Juan Domingo Perón, Avellaneda (Argentina) |
|                        | Vilallonga 52' · Centeno 90' | Relatório | Báez 72' · Arinélson 88' | Público: 2 700 Árbitro: Jorge Nieves       |

| 15 de outubro de 1997 | Racing                       | 2 – 3     | River Plate                           | Juan Domingo Perón, Avellaneda (Argentina) |
|                       | Úbeda 41' (P) · Facciuto 80' | Relatório | Berti 62' · Astrada 70' · Berizzo 74' | Árbitro: Javier Castrilli                  |

| 16 de outubro de 1997 | Santos   | 1 – 2     | Vasco da Gama                | Vila Belmiro, Santos (SP)                         |
|                       | Báez 52' | Relatório | Odvan 42' · Luiz Cláudio 75' | Público: 19 915 Árbitro: Wilson de Souza Mendonça |

| 21 de outubro de 1997 | Racing                       | 2 – 3     | Vasco da Gama                           | Juan Domingo Perón, Avellaneda (Argentina) |
|                       | García 51' · Delgado 66' (P) | Relatório | Ramón 41' · Nasa 58' · Luiz Cláudio 87' | Público: 950 Árbitro: Eduardo Dluznievski  |

| 22 de outubro de 1997 | Santos                 | 2 – 1     | River Plate  | Vila Belmiro, Santos (SP)           |
|                       | Élder 24' · Macedo 44' | Relatório | Borrelli 41' | Público: 921 Árbitro: Mario Sánchez |

| 28 de outubro de 1997 | Santos                                        | 3 – 2     | Racing                     | Vila Belmiro, Santos (SP)                 |
|                       | Macedo 22' · Sandro 71' · Marcos Assunção 73' | Relatório | Facciuto 55' · Delgado 74' | Público: 1 593 Árbitro: Epifanio González |

| 30 de outubro de 1997 | Vasco da Gama | 0 – 2     | River Plate              | São Januário, Rio de Janeiro (RJ)      |
|                       |               | Relatório | Salas 50' · Gallardo 60' | Público: 5 388 Árbitro: Eduardo Gamboa |

* A partida foi encerrada no minuto 70, após um dos bandeirinhas ter sido atingido por uma pedra aremessada pelos torcedores do Vasco.
| Classificação - Primeira Fase (Grupo 3)                                                                                     | Classificação - Primeira Fase (Grupo 3) | Classificação - Primeira Fase (Grupo 3) | Classificação - Primeira Fase (Grupo 3) | Classificação - Primeira Fase (Grupo 3) | Classificação - Primeira Fase (Grupo 3) | Classificação - Primeira Fase (Grupo 3) | Classificação - Primeira Fase (Grupo 3) | Classificação - Primeira Fase (Grupo 3) | Classificação - Primeira Fase (Grupo 3) |
| Time | Time                                    | PG                                      | J                                       | V                                       | E                                       | D                                       | GP                                      | GC                                      | SG                                      |
| --- | --------------------------------------- | --------------------------------------- | --------------------------------------- | --------------------------------------- | --------------------------------------- | --------------------------------------- | --------------------------------------- | --------------------------------------- | --------------------------------------- |
| 1 | River Plate                             | 15                                      | 6                                       | 5                                       | 0                                       | 1                                       | 17                                      | 9                                       | 8                                       |
| 2 | Vasco da Gama                           | 10                                      | 6                                       | 3                                       | 1                                       | 2                                       | 9                                       | 12                                      | - 3                                     |
| 3 | Santos                                  | 7                                       | 6                                       | 2                                       | 1                                       | 3                                       | 11                                      | 12                                      | - 1                                     |
| 4 | Racing                                  | 2                                       | 6                                       | 0                                       | 2                                       | 4                                       | 11                                      | 15                                      | - 4                                     |
| PG - pontos ganhos; J - jogos; V - vitórias; E - empates; D - derrotas; GP - gols pró; GC - gols contra; SG - saldo de gols |                                         |                                         |                                         |                                         |                                         |                                         |                                         |                                         |                                         |

Grupo 4
| 27 de agosto de 1997 | Estudiantes | 1 – 0     | Atlético Nacional | Jorge Luis Hirschi, La Plata (Argentina) |
|                      | Fúriga 1'   | Relatório |                   | Árbitro: Guido Aros                      |

| 27 de agosto de 1997 | Grêmio        | 1 – 1     | Peñarol      | Olímpico, Porto Alegre (RS)              |
|                      | Guilherme 51' | Relatório | Aguilera 17' | Público: 9 296 Árbitro: Javier Castrilli |

| 2 de setembro de 1997 | Peñarol                                           | 3 – 1     | Atlético Nacional | Centenario, Montevidéu (Uruguai) |
|                       | Antonio Pacheco 54' · De Souza 78' · Adinolfi 86' | Relatório | Castro 85'        | Árbitro: René Ortubé             |

| 3 de setembro de 1997 | Estudiantes | 0 – 0     | Grêmio | Jorge Luis Hirschi, La Plata (Argentina) |
|                       |             | Relatório |        | Público: 3 500 Árbitro: Roberto Troxler  |

| 24 de setembro de 1997 | Peñarol                   | 2 – 2     | Estudiantes               | Centenario, Montevidéu (Uruguai) |
|                        | De Souza 1' · Rotundo 11' | Relatório | Fúriga 48' · Carranza 70' | Árbitro: Carlos Eugênio Simon    |

| 24 de setembro de 1997 | Grêmio       | 2 – 2     | Atlético Nacional      | Olímpico, Porto Alegre (RS)             |
|                        | Beto 45' 79' | Relatório | Perea 27' · Castro 41' | Público: 10 240 Árbitro: Oscar Sequeira |

| 14 de outubro de 1997 | Atlético Nacional        | 2 – 0     | Estudiantes | Atanasio Girardot, Medellín (Côlombia) |
|                       | Comas 81' · Morantes 89' | Relatório |             | Árbitro: José Arana                    |

| 15 de outubro de 1997 | Peñarol                                    | 3 – 2     | Grêmio                          | Centenario, Montevidéu (Uruguai)      |
|                       | Zalayeta 42' · Aguilera 64' · Adinolfi 89' | Relatório | Zé Alcino 20' · Éder Gaúcho 79' | Público: 6 700 Árbitro: Félix Benegas |

| 22 de outubro de 1997 | Atlético Nacional | 1 – 0     | Peñarol | Atanasio Girardot, Medellín (Côlombia) |
|                       | Castro 84'        | Relatório |         | Público: 48 000 Árbitro: Byron Moreno  |

| 22 de outubro de 1997 | Grêmio                       | 3 – 2     | Estudiantes            | Olímpico, Porto Alegre (RS)         |
|                       | Guilherme 30' 59' · Beto 75' | Relatório | Fúriga 80' · Rojas 89' | Público: 4 114 Árbitro: René Ortubé |

| 28 de outubro de 1997 | Atlético Nacional                  | 3 – 1     | Grêmio   | Atanasio Girardot, Medellín (Côlombia) |
|                       | Perea 58' · Osorio 85' · Comas 87' | Relatório | Arce 30' | Público: 44 795 Árbitro: Ángel Guevara |

| 30 de outubro de 1997 | Estudiantes                             | 3 – 1     | Peñarol     | Jorge Luis Hirschi, La Plata (Argentina) |
|                       | Fúriga 15' · Scaloni 29' · Olveira (GC) | Relatório | De Lima 71' | Árbitro: Carlos Robles                   |

| Classificação - Primeira Fase (Grupo 4)                                                                                     | Classificação - Primeira Fase (Grupo 4) | Classificação - Primeira Fase (Grupo 4) | Classificação - Primeira Fase (Grupo 4) | Classificação - Primeira Fase (Grupo 4) | Classificação - Primeira Fase (Grupo 4) | Classificação - Primeira Fase (Grupo 4) | Classificação - Primeira Fase (Grupo 4) | Classificação - Primeira Fase (Grupo 4) | Classificação - Primeira Fase (Grupo 4) |
| Time | Time                                    | PG                                      | J                                       | V                                       | E                                       | D                                       | GP                                      | GC                                      | SG                                      |
| --- | --------------------------------------- | --------------------------------------- | --------------------------------------- | --------------------------------------- | --------------------------------------- | --------------------------------------- | --------------------------------------- | --------------------------------------- | --------------------------------------- |
| 1 | Atlético Nacional                       | 10                                      | 6                                       | 3                                       | 2                                       | 1                                       | 9                                       | 7                                       | 2                                       |
| 2 | Peñarol                                 | 8                                       | 6                                       | 2                                       | 2                                       | 2                                       | 10                                      | 10                                      | 0                                       |
| 3 | Estudiantes                             | 8                                       | 6                                       | 2                                       | 2                                       | 2                                       | 8                                       | 8                                       | 0                                       |
| 4 | Grêmio                                  | 6                                       | 6                                       | 1                                       | 3                                       | 2                                       | 9                                       | 11                                      | - 2                                     |
| PG - pontos ganhos; J - jogos; V - vitórias; E - empates; D - derrotas; GP - gols pró; GC - gols contra; SG - saldo de gols |                                         |                                         |                                         |                                         |                                         |                                         |                                         |                                         |                                         |

### Semifinais
Jogos de ida
| 5 de novembro de 1997 | River Plate  | 2 – 0     | Atlético Nacional | Monumental de Nuñez, Buenos Aires (Argentina) |
| 21:10 (UTC-2)         | Salas 3' 28' | Relatório |                   | Árbitro: Ubaldo Aquino                        |

| 6 de novembro de 1997 | São Paulo                                    | 3 – 1     | Colo-Colo | Morumbi, São Paulo (SP)               |
| 21:40 (UTC-2)         | Fabiano 10' · Aristizábal 54' · Dodô 64' (P) | Relatório | Basay 88' | Público: 20 803 Árbitro: Jorge Nieves |

Jogos de volta
| 26 de novembro de 1997 | Atlético Nacional      | 2 – 1     | River Plate  | Atanasio Girardot, Medellín (Côlombia) |
| 20:10 (UTC-5)          | Osorio 13' · Comas 80' | Relatório | Gallardo 58' | Público: 52 152 Árbitro: José Arana    |

| 27 de novembro de 1997 | Colo-Colo | 0 – 1     | São Paulo | David Arellano, Santiago (Chile)      |
| 22:10 (UTC-2)          |           | Relatório | Dodô 89'  | Público: 25 000 Árbitro: Byron Moreno |

### Finais
Jogo de ida
| 4 de dezembro de 1997 | São Paulo | 0 – 0     | River Plate | Morumbi, São Paulo (SP)                                                        |
| 21:10 (UTC-2)         |           | Relatório |             | Público: 47 589 Árbitro: Mario Sánchez Auxiliares: Eduardo Gamboa e Jaime Toro |

| São Paulo | River Plate |

| SÃO PAULO:    |    |                    |  |     |
|               |    |                    |  |     |
| G             | 1  | Rogério Ceni (C)   |  |     |
| LD            | 13 | Zé Carlos          |  |     |
| Z             | 15 | Edmílson           |  |     |
| Z             | 14 | Álvaro             |  | 61' |
| LE            | 6  | Serginho           |  |     |
| V             | 8  | Alexandre          |  |     |
| V             | 5  | Sidney             |  |     |
| M             | 7  | Fabiano            |  |     |
| M             | 23 | Marcelinho Paraíba |  |     |
| A             | 9  | França             |  | 85' |
| A             | 10 | Dodô               |  |     |
| Substituição: |    |                    |  |     |
| M             | 22 | Reinaldo           |  | 61' |
| M             | 19 | Fábio Mello        |  | 85' |
| Treinador:    |    |                    |  |     |
| Darío Pereyra |    |                    |  |     |

| RIVER PLATE:  |    |                 |                                   |     |
|               |    |                 |                                   |     |
| G             | 1  | Burgos          |                                   |     |
| LD            | 4  | Díaz            |                                   |     |
| Z             | 2  | Ayala           |                                   |     |
| Z             | 6  | Berizzo         |                                   |     |
| LE            | 3  | Sorín           |                                   | 55' |
| V             | 5  | Astrada         |                                   | 82' |
| V             | 8  | Monserrat       |                                   |     |
| M             | 10 | Gallardo        |                                   |     |
| M             | 11 | Berti           | Penalizado · Penalizado · Expulso |     |
| A             | 7  | Salas           |                                   |     |
| A             | 9  | Francescoli (C) |                                   | 62' |
| Substituição: |    |                 |                                   |     |
| M             | 14 | Escudero        |                                   | 55' |
| M             | 25 | Placente        |                                   | 62' |
| V             | 15 | Gancedo         |                                   | 82' |
| Treinador:    |    |                 |                                   |     |
| Ramón Díaz    |    |                 |                                   |     |

Jogo de volta
| 17 de dezembro de 1997 | River Plate   | 2 – 1     | São Paulo | Monumental de Nuñez, Buenos Aires (Argentina)                                        |
| 21:40 (UTC-2)          | Salas 46' 58' | Relatório | Dodô 53'  | Público: 59 181 Árbitro: Ubaldo Aquino Auxiliares: Bonifacio Nuñez e Néstor González |

| River Plate | São Paulo |

| RIVER PLATE:  |    |                 |                                   |     |
|               |    |                 |                                   |     |
| G             | 1  | Burgos          | 50'                               |     |
| LD            | 4  | Díaz            | 33'                               |     |
| Z             | 2  | Ayala           | 64'                               |     |
| Z             | 6  | Berizzo         |                                   |     |
| LE            | 3  | Sorín           |                                   | 82' |
| V             | 5  | Astrada         | Penalizado · Penalizado · Expulso |     |
| V             | 8  | Monserrat       |                                   |     |
| M             | 10 | Gallardo        |                                   | 85' |
| M             | 25 | Placente        |                                   |     |
| A             | 7  | Salas           |                                   |     |
| A             | 9  | Francescoli (C) | 22'                               | 77' |
| Substituição: |    |                 |                                   |     |
| V             | 15 | Gancedo         |                                   | 77' |
| M             | 14 | Escudero        |                                   | 82' |
| M             | 21 | Solari          |                                   | 85' |
| Treinador:    |    |                 |                                   |     |
| Ramón Díaz    |    |                 |                                   |     |

| SÃO PAULO:    |    |                    |                                   |     |
|               |    |                    |                                   |     |
| G             | 12 | Roger              |                                   |     |
| LD            | 13 | Zé Carlos          |                                   |     |
| Z             | 15 | Edmílson           | 90'                               |     |
| Z             | 14 | Álvaro             |                                   |     |
| LE            | 6  | Serginho (C)       |                                   |     |
| V             | 8  | Alexandre          |                                   | 21' |
| V             | 5  | Sidney             | 6'                                |     |
| M             | 7  | Fabiano            |                                   | 70' |
| M             | 23 | Marcelinho Paraíba | Penalizado · Penalizado · Expulso |     |
| A             | 24 | Aristizábal        |                                   | 61' |
| A             | 10 | Dodô               |                                   |     |
| Substituição: |    |                    |                                   |     |
| M             | 19 | Fábio Mello        |                                   | 21' |
| M             | 22 | Reinaldo           |                                   | 61' |
| LD            | 2  | Cláudio            |                                   | 70' |
| Treinador:    |    |                    |                                   |     |
| Darío Pereyra |    |                    |                                   |     |

## Confrontos
|  | Semifinais | Semifinais        | Semifinais | Semifinais |   |  | Final       | Final | Final | Final |
|  |            |                   |            |            |   |  |             |       |       |       |
|  | 1          | River Plate       | 2          | 1          |   |  |             |       |       |       |
|  | 4          | Atlético Nacional | 0          | 2          |   |  |             |       |       |       |
|  |            |                   |            |            |   |  | River Plate | 0     | 2     |       |
|  |            |                   | São Paulo  | 0          | 1 |  |             |       |       |       |
|  | 2          | São Paulo         | 3          | 1          |   |  |             |       |       |       |
|  | 3          | Colo-Colo         | 1          | 0          |   |  |             |       |       |       |

| Supercopa Libertadores 1997     |
| ------------------------------- |
| River Plate Campeão (1º título) |